# Provincia de Vigo
La división actual de España en provincias data de 1833, cuando se publica el decreto de Javier de Burgos.  En algunos casos hay en una misma provincia dos ciudades de importancia comparable: en el caso de Cádiz, con Cádiz y Jerez de la Frontera, en el de la Región de Murcia, Murcia y Cartagena o en la Provincia de Alicante, Alicante y Elche. 
Históricamente, sólo se ha definido una provincia con capital en Vigo dos veces, ambas en el siglo XIX y con una existencia efímera. En 1810, el gobierno de José Bonaparte intentó ordenar el territorio, dividiéndolo en 38 prefecturas, al estilo de las establecidas en Francia, y 111 subprefecturas. Las prefecturas, como en la Francia actual, recibirían nombres relativos a accidentes geográficos, fundamentalmente ríos y cabos. Esta división nunca llegó a entrar en vigor, por lo que la provincia de Vigo nunca existió. En Galicia se proponía una división en la que aparecía una prefectura denominada Miño Bajo con capital en la ciudad viguesa. Esta prefectura coincidía con la actual provincia de Pontevedra, extendiéndose hacia el este hasta el Miño (el resto de prefecturas gallegas eran: Tambre, capital La Coruña; Miño Alto, capital Lugo; y Sil capital Orense).
En la división territorial de enero de 1822, realizada durante el Trienio liberal, se establecen cuatro provincias en Galicia: La Coruña, Lugo, Orense y Vigo. La provincia de Villafranca del Bierzo, que incluía la comarca de El Bierzo, también incluía la Comarca de Valdeorras, hoy en el extremo oriental de la provincia de Orense. Esta división dio lugar a problemas por los límites y las capitalidades, y con el retorno del absolutismo en 1823, quedó sin validez.
En 1833 con el decreto de Javier de Burgos se estableció la actual división de provincias, donde se considera a Pontevedra la ciudad más idónea para ostentar la capitalidad de su provincia por motivos geográficos e históricos.  